# Segundo Gabinete Schwesig
El Segundo Gabinete Manuela Schwesig ejerce el poder ejecutivo de Mecklemburgo-Pomerania Occidental, a partir del 15 de noviembre de 2021. Encabezado por la política Manuela Schwesig, el gobierno está integrado por el Partido Socialdemócrata de Alemania (SPD) y La Izquierda (Die Linke).

## Mandato
Este gobierno está dirigido por la ministra presidenta socialdemócrata Manuela Schwesig. Está formado y apoyado por una coalición entre el Partido Socialdemócrata de Alemania (SPD) y La Izquierda (Linke). Juntos tienen 43 diputados de 79 de los escaños en el Parlamento Regional de Mecklemburgo-Pomerania Occidental.
Por lo tanto, sucede al Primer Gabinete Schwesig, formado por el SPD y la CDU.

## Gabinete ministerial
Partido Socialdemócrata de Alemania     La Izquierda

### Ministra Presidenta de Mecklemburgo-Pomerania Occidental
| Fotografía | Primer ministro  | Período                 | Período     | Partido | Partido |
| Fotografía | Primer ministro  | Inicio                  | Fin         | Partido | Partido |
| ---------- | ---------------- | ----------------------- | ----------- | ------- | ------- |
|            | Manuela Schwesig | 15 de noviembre de 2021 | En el cargo |         |         |

### Viceministra presidenta de Mecklemburgo-Pomerania Occidental
| Fotografía | Vice primer ministro | Período                 | Período     | Partido | Partido |
| Fotografía | Vice primer ministro | Inicio                  | Fin         | Partido | Partido |
| ---------- | -------------------- | ----------------------- | ----------- | ------- | ------- |
|            | Simone Oldenburg     | 15 de noviembre de 2021 | En el cargo |         |         |

### Ministros
| Ministerio                                                      | Fotografía | Titular              | Período                 | Período                 | Partido | Partido |
| Ministerio                                                      | Fotografía | Titular              | Inicio                  | Fin                     | Partido | Partido |
| --------------------------------------------------------------- | ---------- | -------------------- | ----------------------- | ----------------------- | ------- | ------- |
| Asuntos Sociales, Sanidad y Deportes                            |            | Stefanie Drese       | 15 de noviembre de 2021 | En el cargo             |         |         |
| Ciencia, Cultura y Asuntos Federales y Europeos                 |            | Bettina Martin       | 15 de noviembre de 2021 | En el cargo             |         |         |
| Economía, Infraestructura, Turismo y Trabajo                    |            | Reinhard Meyer       | 15 de noviembre de 2021 | 11 de diciembre de 2024 |         |         |
| Economía, Infraestructura, Turismo y Trabajo                    |            | Wolfgang Blank       | 11 de diciembre de 2024 | En el cargo             |         |         |
| Educación e Infancia                                            |            | Simone Oldenburg     | 15 de noviembre de 2021 | En el cargo             |         |         |
| Finanzas                                                        |            | Heiko Geue           | 15 de noviembre de 2021 | En el cargo             |         |         |
| Interior, Infraestructuras y Digitalización                     |            | Christian Pegel      | 15 de noviembre de 2021 | En el cargo             |         |         |
| Justicia, Igualdad y Protección del Consumidor                  |            | Jacqueline Bernhardt | 15 de noviembre de 2021 | En el cargo             |         |         |
| Protección del Clima, Agricultura, Medio Rural y Medio Ambiente |            | Till Backhaus        | 15 de noviembre de 2021 | En el cargo             |         |         |